# Гуаятайок
Гуаятайо́к (исп. Laguna de Guayatayoc) — бессточное озеро в Аргентине, расположено на территории департамента Кочинока провинции Хухуй. Площадь озера во влажный сезон достигает 200 км². Максимальная глубина — 6 м. Высота над уровнем моря — 3351 м. Площадь водосборного бассейна озера — 6083 км²; с учётом бассейна солончака Салинас-Грандес — 17552 км².
Озеро вытянуто в меридиональном направлении вдоль западных склонов хребта Сьерра-дель-Агилар. С юго-запада к нему примыкает солончак Салинас-Грандес. Основной приток — река Мирафлорес, впадающая с севера. Другие крупные притоки — Лас-Буррас (западный) и Рио-Гранде (восточный). Также в озеро впадает множество мелких ручьёв с запада и востока.
Озеро расположено в природной зоне пуны, окружено злаковыми степями. Питается осадками. Большая часть осадков приходится на летний период, с ноября по март. Климат сухой и холодный, со среднегодовой температурой менее 8 °C и зимними температурами ниже −20 °C. Суточные перепады температур могут достигать 30 °C.
Крупных населённых пунктов на Гуаятайоке нет, вокруг него располагаются деревни Гуайятайок, Агуа-де-Кастилья, Викуньяйок, Корайте, Трес-Посос, Ринконадильяс, Альфарсито, Пискуно, Пьедра-Кемада, Трес-Серрос.
Название происходит от слов языка кечуа Wuayata/Huayata 'андский гусь' и Yok 'где обитает'.